# 臺灣虎翅蟬
臺灣虎翅蟬为蟬科蟬亞科虎翅蟬屬的唯一物種，也是臺灣特有的中型蟬，棲息於低海拔原生闊葉林，甚為罕見，目前僅在臺灣東北部的福山植物園一帶，以及中部的蓮華池有出現紀錄。

## 形態描述
雄蟬體長26毫米、前翅長33毫米、總體長43毫米，雌蟬體長29毫米、總體長47毫米，屬於中型蟬，體表呈紅褐色至綠色。額唇基朝前方突出，複眼內緣與外側兩顆單眼之間有黑帶相連，內側兩顆單眼的周圍亦為黑色。前胸背板中央有一對黑色縱紋，縱紋中段較窄而兩端較寬；兩旁的斜溝為黑色。中胸背板中央有一道後段較寬、延伸至X字形隆起的黑色縱紋；縱紋兩側另有兩對黑色縱紋，其中內側縱紋僅延伸至中胸中部，且彎曲呈狀，外側縱紋則較長，後端往內轉折而膨大。腹部較頭胸部稍長，大致呈圓柱狀，帶有銀色鱗毛，尾端呈黑色。
臺灣虎翅蟬的雙翅透明，翅脈呈欖綠色至黃褐色，前翅第一至第四橫脈帶有煙褐色汙斑，前翅的第三徑脈（R3）、第四+第五徑脈（R4+5）、第一至第四中脈（M1 至 M4）、第一前肘脈（Cu1a）端部，以及前、後翅的端室也具有煙褐色汙斑。
雄蟬尾節（pygofer）在腹視角度下呈長橢圓形；尾節抱鉤（uncus lobe）在側視角度下近乎筆直，且相當大而長；抱器（clasper）呈耙狀；鳴膜（tymbal）幾乎被完全遮蓋；發音器（operculum）較小，呈魚鱗狀而彼此分離。雌蟬腹部較短，產卵管延伸至尾節外。